# 香辣茄醬直通粉
香辣茄醬筆管麵（意大利文：Penne all'arrabbiata）是一種意大利羅馬式的意式麵食，以鹽水煮的直通粉以及一種名為 Arrabbiata 的香辣茄醬煮成。香辣茄醬有「憤怒醬料」之稱，由蒜頭、番茄、紅椒及橄欖油煮成。這個菜式通常有碎香芹放在上面，有時會佐以雞肉和蔬菜。